# Olla de cocción lenta

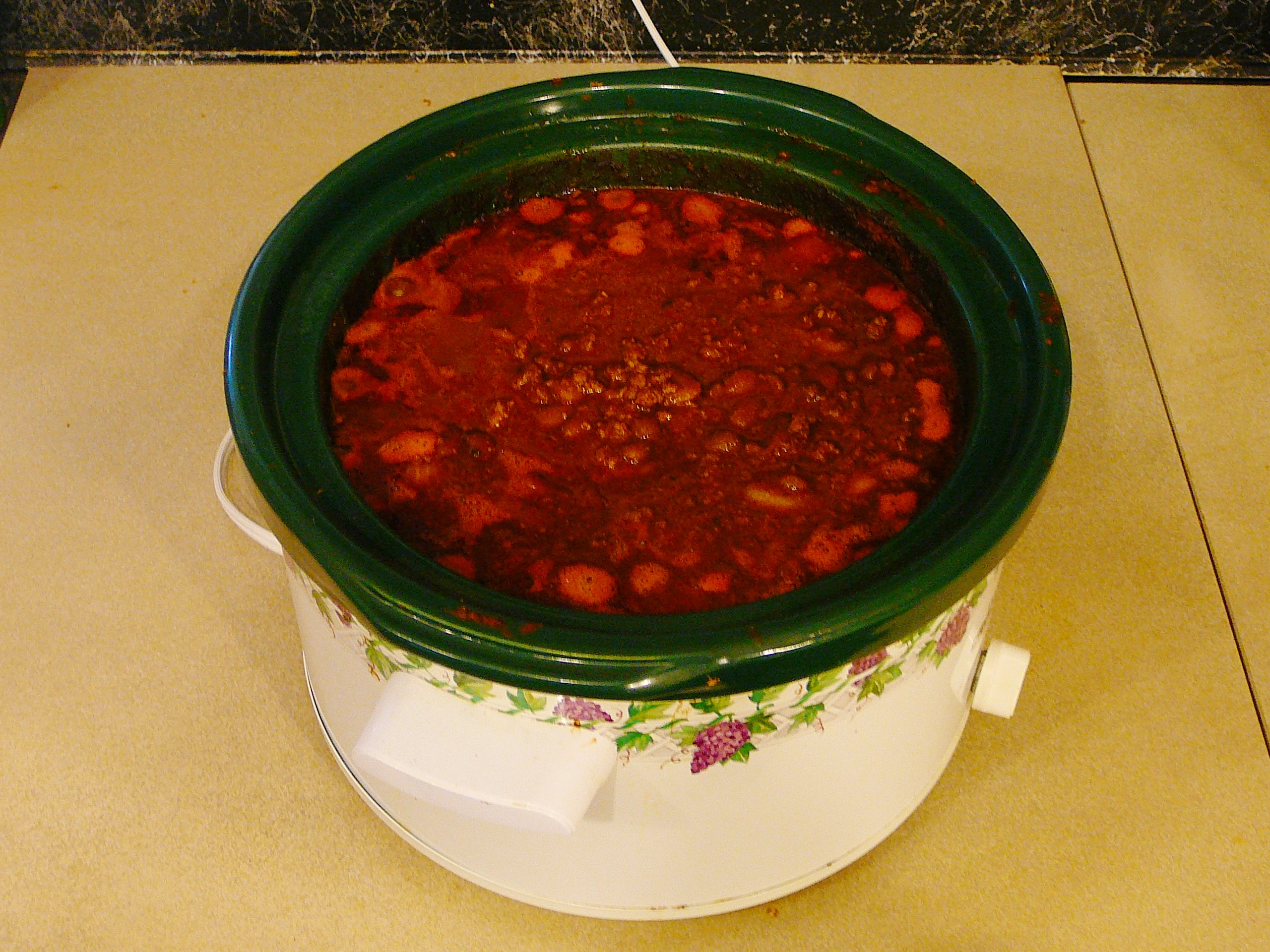
Olla de cocción lenta preparando un chili con carne.

La olla de cocción lenta es un tipo de olla que por sus características como electrodoméstico conectado a la corriente eléctrica permite mantener la temperatura constante durante largos periodos de tiempo. Suele colocarse en las encimeras de las cocinas y sirve para elaborar alimentos en cocciones prolongadas. Su técnica de cocina es opuesta a las ollas a presión pero tiene algunas ventajas frente a ellas. 

## Historia
Algunas de las preparaciones culinarias como los cocidos requieren tiempo, gracias a la invención de la olla a presión se resolvió el problema reduciendo los tiempos de cocinado. No obstante se continuó investigando en la posibilidad de cocinar lento sin necesidad de vigilancia. Bajo este concepto la empresa de Chicago Naxon Utilities Corporation desarrolló lo que sería el Naxon Beanery All-Purpose Cooker. The Rival Company compró a Naxon en 1970 y reintrodujo el concepto de nuevo bajo la marca registrada Crock-Pot en 1971. En 1974 Rival introdujo mejoras en el diseño permitiendo que se pudieran quitar fácilmente los componentes. La marca pertenece en la actualidad a Sunbeam Products, una subsidiaria de Jarden Corporation.
El mismo nombre de Crock Pot se traduce como olla de barro, ya que las modernas ollas de cocción lenta precisamente quieren emular los guisos que se realizaban antiguamente en estos recipientes. Las ollas de barro se solían poner sobre el fuego o ascuas de una chimenea o caldera que iba cociendo lentamente los ingredientes en el interior de la cazuela de barro. Esta cocción a baja temperatura permitía ablandar carnes duras pero también más económicas, permitiendo así el acceso a guisos de carne a sectores de la población menos pudientes.

## Características
La olla de cocción lenta es una especie de pote con recubrimiento cerámico o de porcelana en su exterior. Este tipo de ollas tiene dispositivos de generación de calor mediante electricidad, así como un termostato para controlar la temperatura de cocción. La parte superior suele tener una tapa que permite estofar los alimentos. A diferencia de una olla a presión, que necesita de válvulas que controlen la presión en su interior, la presión de cocinado en una olla de cocción lenta es similar a la presión atmosférica y no hay riesgo de sobre-presión.  
Los tamaños ofertados suelen ir desde el medio litro de volumen hasta los siete litros aproximadamente y las temperaturas de trabajo van desde los 70 °C hasta los 90 °C (siempre por debajo de la temperatura de ebullición). En la mayoría de las ollas el ajuste de temperatura es tan básico como: bajo, medio, alto. Algunos modernos llevan programación y permiten configuraciones de temperatura a lo largo del tiempo, como: 2 horas bajo + 3h. alto o 1h. alto + 2h. bajo, etc. Como en la mayoría de los casos la tapa se pone, el vapor que se libera retorna al alimento debido a su condensación en la tapa; de esta forma no hay que vigilar la cantidad de agua durante la cocción.

## Ventajas y desventajas
Con la cocción lenta gran parte del tejido conjuntivo de la carne se gelatiniza y pasa al líquido del estofado, haciendo que su sabor sea más intenso, así como su textura. Las vitaminas y ciertos nutrientes se conservan mejor a bajas temperaturas. Entre las desventajas, se tiene que algunas legumbres, como ciertos tipos de judías rojas (kidney beans), tienen una toxina (fitohemaglutinina) que no se elimina si no es con una cocción de varios minutos a altas temperaturas. De la misma forma, la cocción por debajo de los 60 °C o 70 °C puede permitir que algunas bacterias tóxicas puedan sobrevivir, pero los tiempos largos de cocción y las temperaturas alcanzadas, que pueden llegar a un máximo de 100 °C, evitan la proliferación de patógenos. Las ollas de cocción lenta se caracterizan por un consumo eléctrico muy bajo, que compensa su uso durante largos períodos, resultando un modo de cocción muy económico.